# 胜利的二月勋章
胜利的二月勋章（捷克語：Řád Vítězného února）是捷克斯洛伐克社会主义共和国政府于1973年设立的勋章。

## 历史
“胜利的二月勋章”是由1973年2月13日共和国议会主席团第9/173号决议设立的。该法案于1973年2月15日正式生效。它授予为社会主义捷克斯洛伐克国家的发展和加强国际关系做出突出贡献者。该勋章是纪念捷克斯洛伐克1948年二月事件而设立的。
随着天鵝絨革命的爆发，它于1990年10月15日被正式废除。

## 说明与样式
- 该勋章只有一个级别。可以授予个人，也可以是组织。
- 星章外形为齿轮状的圆形，其中心是一个红色五角星，刻有镰刀与锤子图案。星章为银质，镰刀锤子、耳座和散发的光线刻纹都是镀金的。星章与丝带连接处的吊环上刻有椴树叶图案，还刻有“1948年2月的胜利”（Vítězný únor 1948）字样。丝带底色为蓝色，中间为红色细条纹，蓝红蓝颜色比例为17：4：17。丝带宽38毫米，长55毫米。[2]

## 获授者
根据市政登记簿的历史资料，该勋章一共授予了856枚。第857号被捐赠给了国家博物馆。拍卖会上也出现过更高的序列号。